# AU Center for Entreprenørskab og Innovation
AU Center for Entreprenørskab og Innovation (CEI) er et kompetencecenter for entreprenørskabs-undervisning på Aarhus Universitet. Et centralt fokus er, at de studerende i deres studieforløb tilegner sig handlekraft og kompetencer til værdiskabelse ved anvendelse af deres faglighed.
AU CEI er et videncenter med en servicefunktion overfor alle universitetets faglige miljøer. Centerets funktion er at danne bro mellem den teoretiske forskning og dens anvendelse i samfundet.